# برهان (منطق)
البرهان هو القياس المؤلف من اليقينيات، سواء كانت ابتداء وهي الضروريات، أو بواسطة وهي النظريات. والحد الأوسط فيه لا بد أن يكون علة لنسبة الأكبر إلى الأصغر، فإن كان مع ذلك علة لوجود تلك النسبة في الخارج أيضا، فهو برهان لمي، كقولنا: هذا متعفن الأخلاط، وكل متعفن الأخلاط محموم، فهذا محموم، فتعفن الأخلاط، كما أنه علة لثبوت الحمى في الذهن، كذلك علة لثبوت الحمى في الخارج، وإن لم يكن كذلك كان لا يكون علة للنسبة إلا في الذهن، فهو برهان إني، كقولنا: هذا محموم، متعفن الأخلاط، فهذا متعفن الأخلاط، فالحمى، وإن كانت علة لثبوت تعفن الأخلاط في الذهن، إلا أنها ليست علة له في الخارج، بل الأمر بالعكس.
وقد يقال على الاستدلال من العلة إلى «المعلول» برهان لمي، ومن المعلول إلى العلة برهان إِني.